# Микарибаба

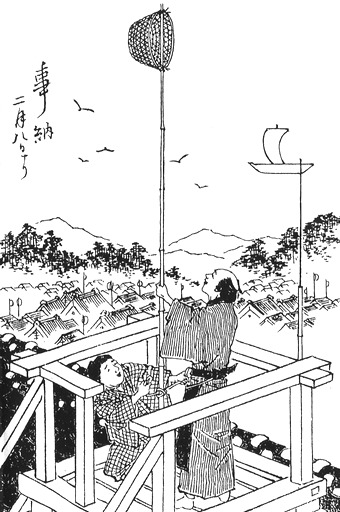
Старинный рисунок, изображающий установку корзины на шесте для защиты от Микарибабы.

Микарибаба (яп. 箕借り婆) — дух-ёкай из японского фольклора, выглядящий как одноглазая старая женщина, легенды о котором распространены в основном в регионе Канто. Считалось, что Микарибаба, сопровождаемая другим ёкаем, Хитоцумэ-кодзо, ходит по домам людей на 8-й день 12-го месяца и на 8-й день 2-го месяца по лунно-солнечному традиционному японскому календарю с целью отбирать у людей сита или же их собственные глаза. В ряде легенд упоминалось, что изо рта Микарибабы вырываются языки пламени, и, поскольку она любит собирать упавшие на землю рисовые зёрнышки, она может вызвать пожар.
Чтобы защитить себя от Микарибабы, люди подвешивали у входа в дом или на его крыше бамбуковую корзину дзару на длинном шесте. Из-за большого количества отверстий между прутьями Микарибаба принимала её за создание с множеством глаз и пыталась отобрать «глаза» у корзины, не трогая людей. Чтобы она не вызвала пожар, собирая рисовые зёрнышки, для неё готовили «цудзё-данго» - рисовые зёрнышки на палочке, которые оставляли снаружи дома недалеко от двери в качестве подношения ей. Вера в Микарибабу в ряде районов Канто была настолько сильной, что периоды времени, когда она якобы могла прийти, даже имели особые названия: микавари, микари, котоёка. В некоторых деревнях на это время откладывалась большая часть работ, жители старались как можно реже выходить на улицу. В южной части современной префектуры Тиба в 26-й день 11-го месяца солнечно-лунного календаря крестьяне запирались в домах, не выходили ночью на улицу, не зажигали свет, не шумели, не стригли волосы и не купались.